# Іванова-Артюхова Аделаїда Володимирівна
Аделаїда Володимирівна Іванова-Артюхова (Аделаїда Артюхова; 1903—1936 (?)) — мистецтвознавець, музейний працівник, із числа репресованих художників «Розстріляного відродження».

## Біографія
Дочка вчителя. Із дворян. Закінчила Київський інститут народної освіти (1924). Працювала у Всеукраїнському Історичному музеї ім. Шевченка, помічниця Ернст Федір Людвіговичаю. Промоційна робота: «Соціальні коріння паралелей і розходжень між українською літературою і малярством доби промислового капіталізму».
Вивчала українську графіку ХІХ-ХХ ст. — твори Трутовського, про якого видала ряд праць, в тому числі, монографію, та Ол. Кравченка. Друкувалась у журналі «Бібліологічні вісті». Виконала екслібрис для Ол. Оглоблина.
Чоловік — Сергій Григорович Титаренко.
Після конфіскації його друкарні на розі Хрещатика й Фундуклеївської — головний редактор видавництва «Книгоспілка».
1919 подружжя мешкало на вул. Боричів Тік, 33, пом. 4. У них бували письменники-неокласики та мистецтвознавці (Ф. Ернст та ін.). Ім'я Сергія Григоровича Титаренка згадується в «Неокласичному марші».
С. Титаренко був ув'язнений 1929 у зв'язку зі справою СВУ, засланий до Воронежа. Під час війни виїхав на еміграцію.
Остання адреса подружжя — вул. Франка Івана, 26, пом. 10.
Артюхова була ув'язнена 3 листопада 1935. Звинувачувалась в співчутті і зв'язках з «українськими буржуазними націоналістами».
На допиті 11 січня 1936 Артюхова розповіла про виявлений у неї лист, що написала його до вигаданої особи: «Этим письмом я хотела скрыть от [Полины Тимофеевны] Николаенко свою службу и показать ей на свою близость к украинским националистическим кругам».
Рішенням Окремої наради при НКВД СРСР від 9 березня 1936 ув'язнена в ИТЛ на 3 роки. Відправлена до Маріїнська. Подальша її доля невідома.